# 双葉駅

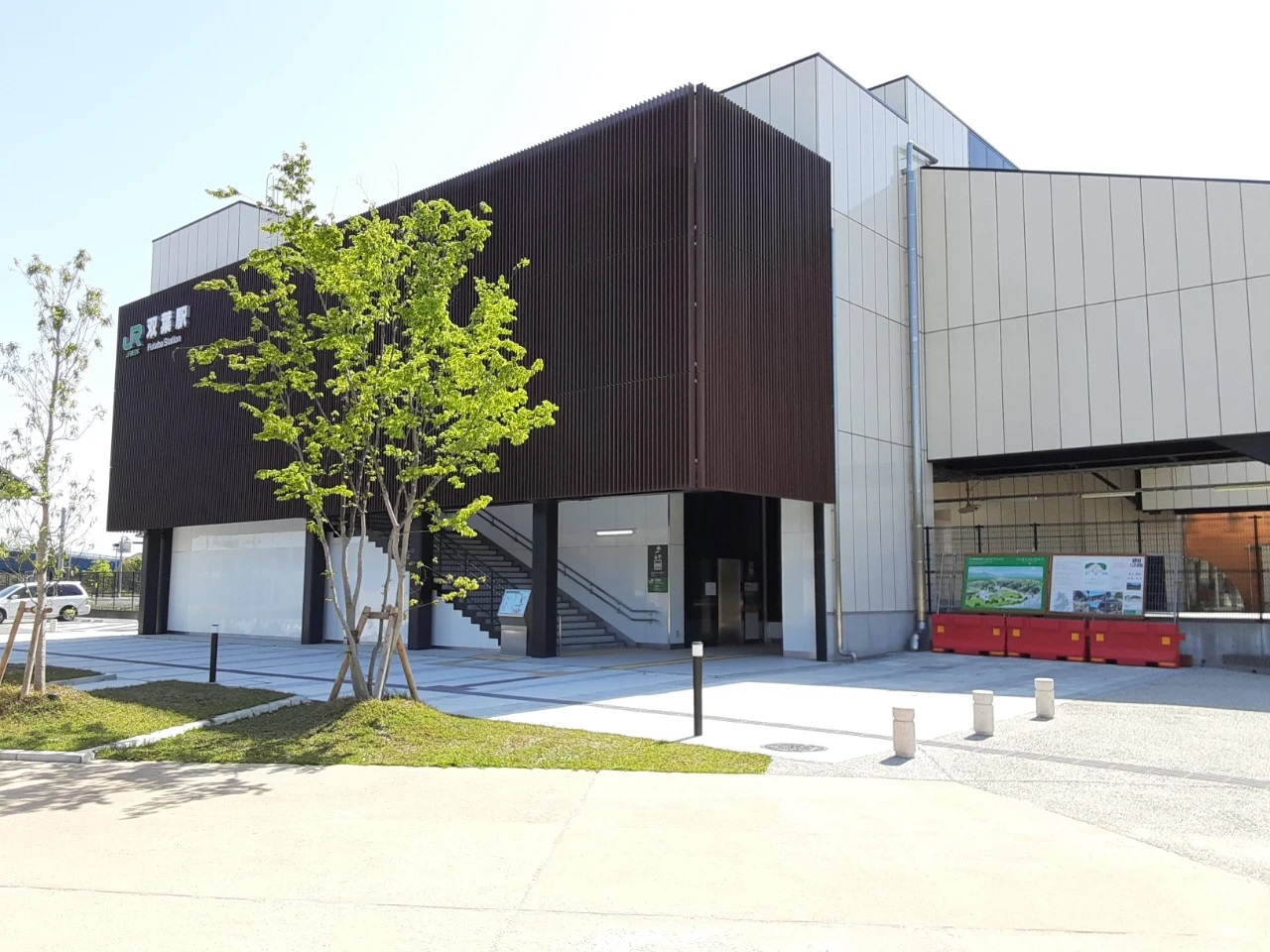
西口（2024年5月）

双葉駅（ふたばえき）は、福島県双葉郡双葉町大字長塚字町西にある、東日本旅客鉄道（JR東日本）常磐線の駅である。

## 歴史
開業当初は双葉郡長塚村に属し、長塚駅を称した。長塚村は1951年（昭和26年）に新山町と合併して標葉町となり、さらに標葉町は双葉郡から名前を取って1956年（昭和31年）に双葉町に改称された。なお、双葉郡は標葉郡と楢葉郡が統合されて出来たことに由来する郡名である。駅名はこれに合わせ、1959年（昭和34年）10月1日に双葉駅（ふたばえき）に改称された。

### 年表
- 1898年（明治31年）8月23日：日本鉄道磐城線の長塚駅（ながつかえき）として開業[1][3]。
- 1901年（明治34年）：土浦線・水戸線友部駅 - 水戸駅間・磐城線を統合し海岸線と改称。
- 1906年（明治39年）11月1日：日本鉄道が国有化され、官設鉄道の所属となる[3]。
- 1909年（明治42年）10月12日：線路名称の制定により、常磐線の所属となる。
- 1949年（昭和24年）6月1日：日本国有鉄道が発足。
- 1959年（昭和34年）10月1日：双葉駅に改称となる[1]。
- 1962年（昭和37年）3月1日：貨物の取り扱いを廃止[3]。
- 1967年（昭和42年）8月20日：草野駅から岩沼駅までが交流電化される。
- 1968年（昭和43年）10月：ダイヤ改正で急行列車3往復が停車。特に朝7時3分上野行きで11時11分に上野着、17時45分の下り急行で22時1分着を実現し、日帰り出張が可能となった。福島第一原子力発電所1号機の工事着手翌年のことだが、当時の田中清太郎町長が管理局に陳情を続けた結果とされる[4]。
- 1970年（昭和45年）3月25日：水戸鉄道管理局より蒸気機関車が撤退。ディーゼル化される[5]。
- 1980年（昭和55年）4月1日：駅長以下三名の定員となり、出札とフロントでの荷物の扱いは外部委託化[5]。
- 1984年（昭和59年）2月1日：荷物の扱いを廃止[3]。
- 1987年（昭和62年）4月1日：国鉄分割民営化に伴い、東日本旅客鉄道（JR東日本）の駅となる[3]。
- 1998年（平成10年）10月：町のコミュニティー施設と合築の駅舎が竣工する[1]。
- 2011年（平成23年）3月11日：東日本大震災および福島第一原子力発電所事故により、営業を休止。
- 2018年（平成30年）8月6日：駅橋上化および自由通路新設工事を開始[報道 2][新聞 2]。
- 2019年（令和元年）12月18日：富岡駅 - 浪江駅間運転再開に向けて、設備確認などを行うための試運転列車の運行を開始[報道 3]。
- 2020年（令和2年）
  - 3月4日：当駅周辺において設定されていた帰還困難区域の一部の避難指示を解除[新聞 3]。
  - 3月14日：富岡駅 - 浪江駅間の運転再開に伴い、営業を再開[報道 1][新聞 4]。東京近郊区間に編入される[報道 1]。ICカード「Suica」の利用が可能となる[報道 1]。新駅舎（橋上駅舎）および自由通路の供用を開始[報道 2]。「Smart Station for EXPRESS」導入に伴い無人化[報道 1][新聞 5]。
- 2024年（令和6年）10月1日：えきねっとQチケのサービスを開始[2][報道 4]。

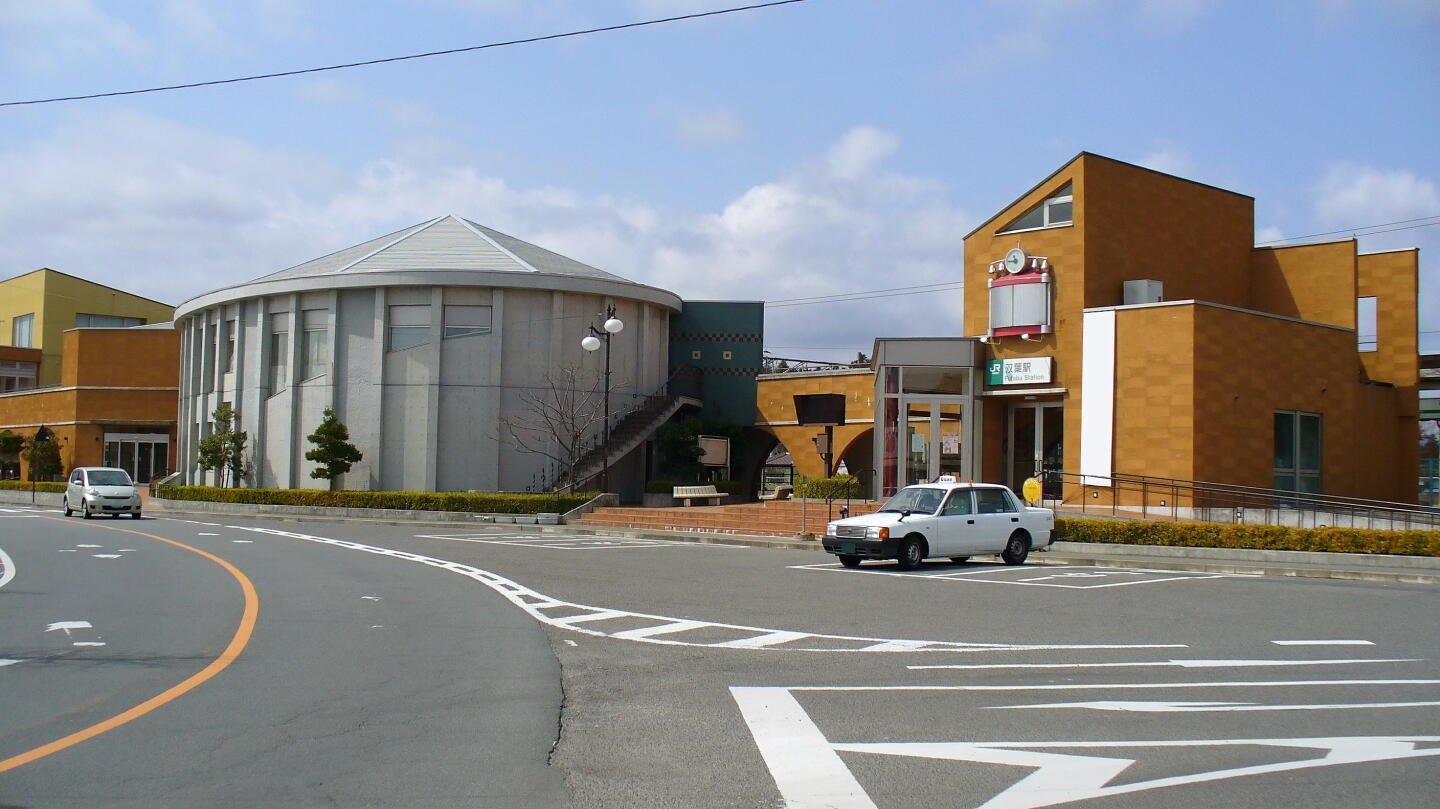
旧駅舎（2010年11月）

## 駅構造
単式ホーム1面1線を持つ地上駅である。駅舎とホームとの間は跨線橋で連絡している。駅舎は1998年（平成10年）に竣工したもので、町のコミュニティー施設の「ステーションプラザふたば」との合築である。常磐線が全線再開となった2020年（令和2年）3月に向けて、新たに東西自由通路と橋上駅舎が整備されている。
震災前の当駅 - 大野駅間は複線化されていたが、上り線の敷地に側道を設けて非常時の避難道としても活用するため、単線化されている。これに合わせてホームを相対式2面2線から、西側のみの1面1線へ改修した。総工費は約18億4000万円で、既存の駅舎は無償で双葉町へ譲渡される。
「Smart Station for EXPRESS」を導入している無人駅である。話せる指定席券売機と簡易Suica改札機が設置されている。また、東口のエレベーターは、ホームのエレベーターと兼用であり、東口⇔改札階および改札内⇔ホーム階のみそれぞれ向かうことができる。
自動改札付近の壁には、放射線量を表示するディスプレイが設置されている。

### のりば
| 番線 | 路線     | 方向 | 行先             |
| ---- | -------- | ---- | ---------------- |
| 1    | ■ 常磐線 | 上り | いわき・水戸方面 |
| 1    | ■ 常磐線 | 下り | 原ノ町・仙台方面 |

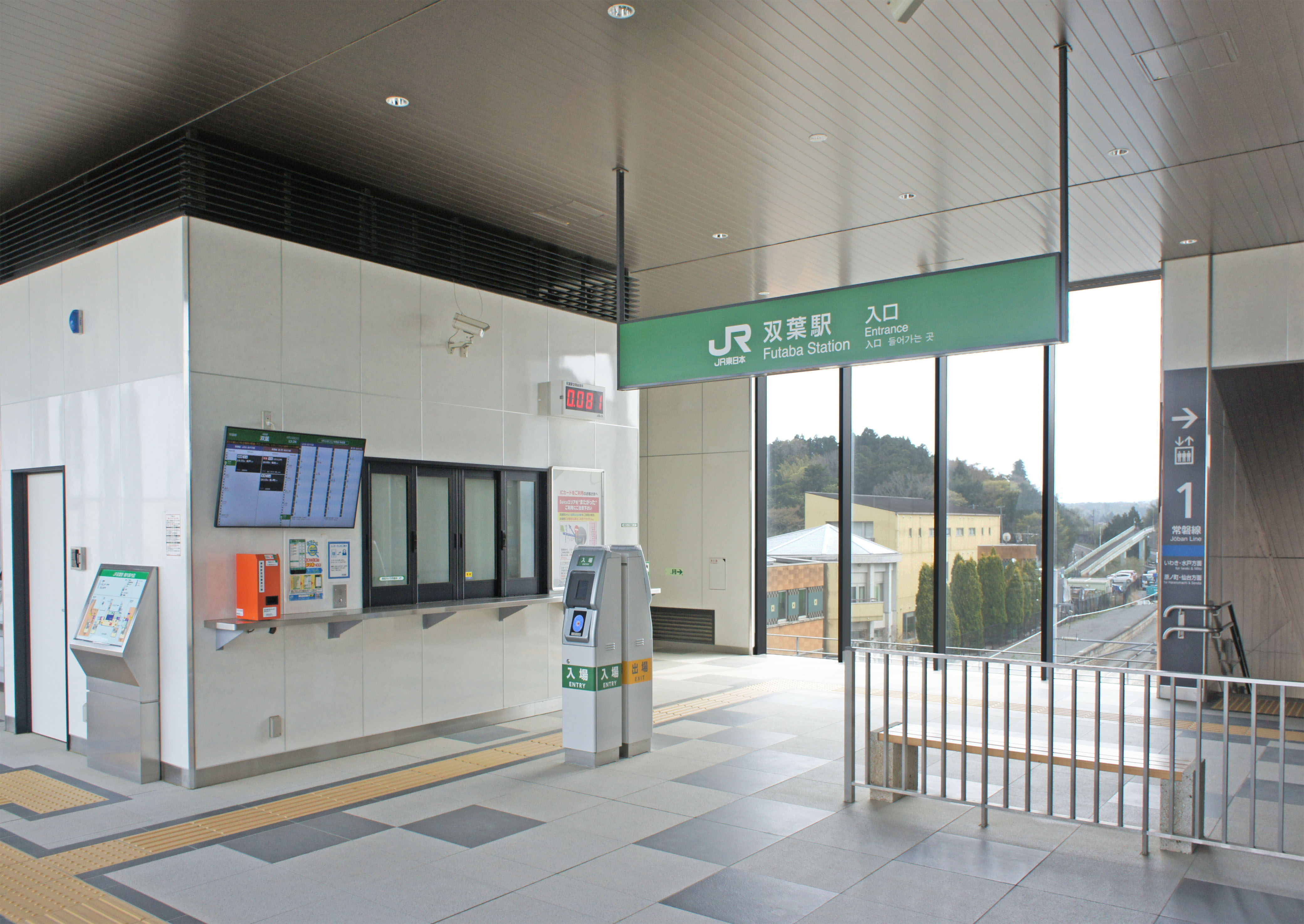
改札口（2022年4月）
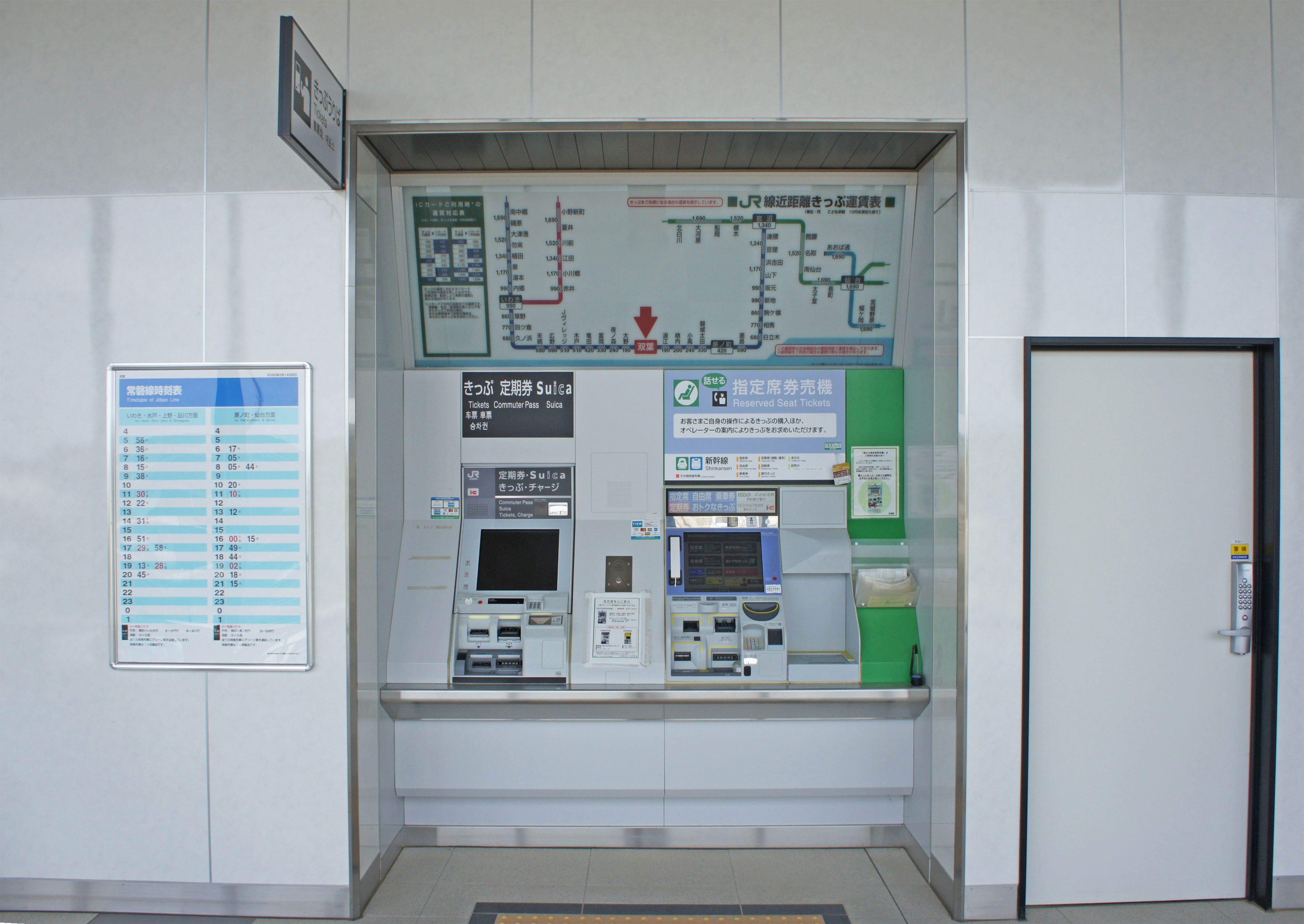
券売機（2022年4月）
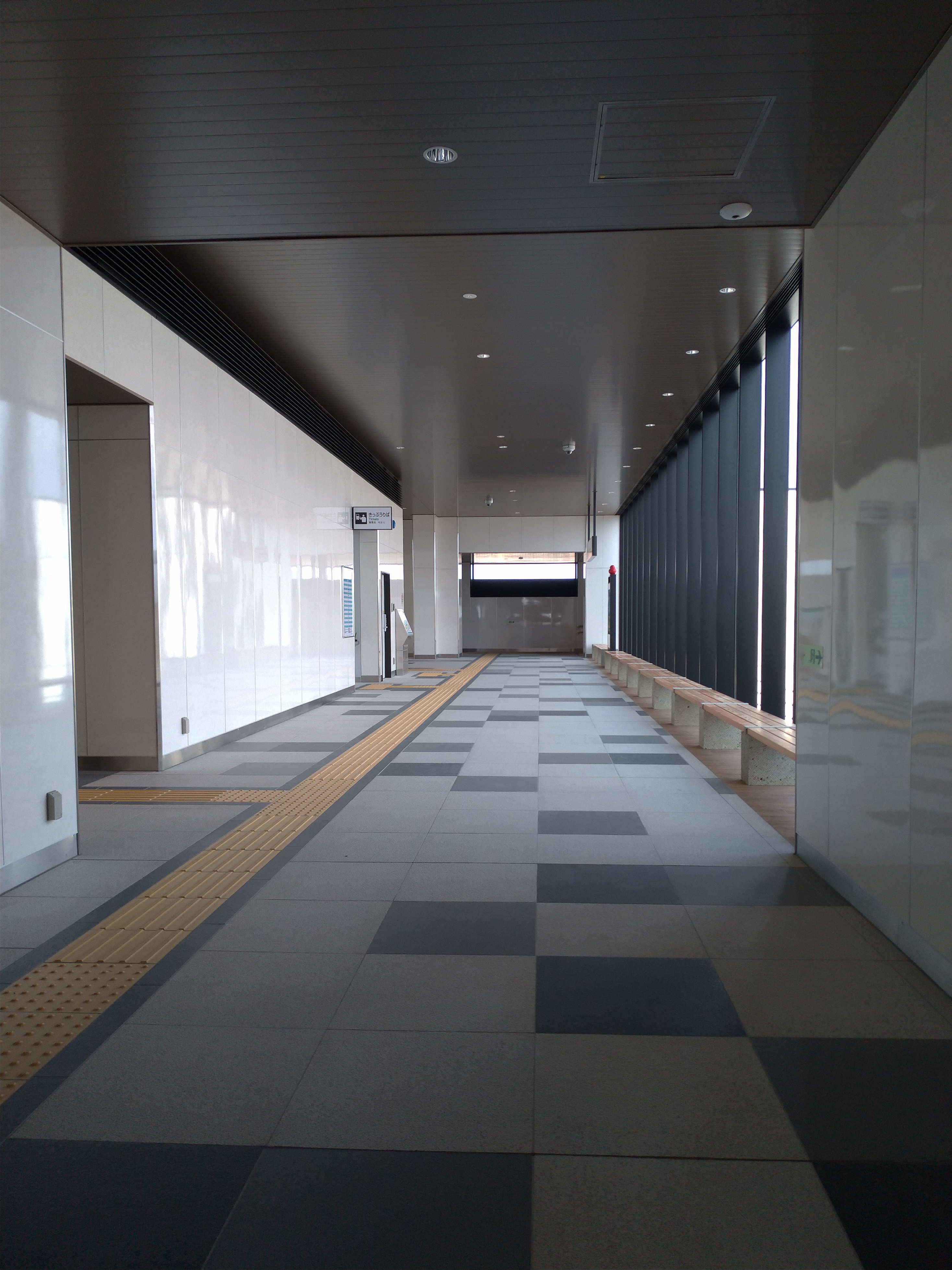
自由通路（2020年3月）
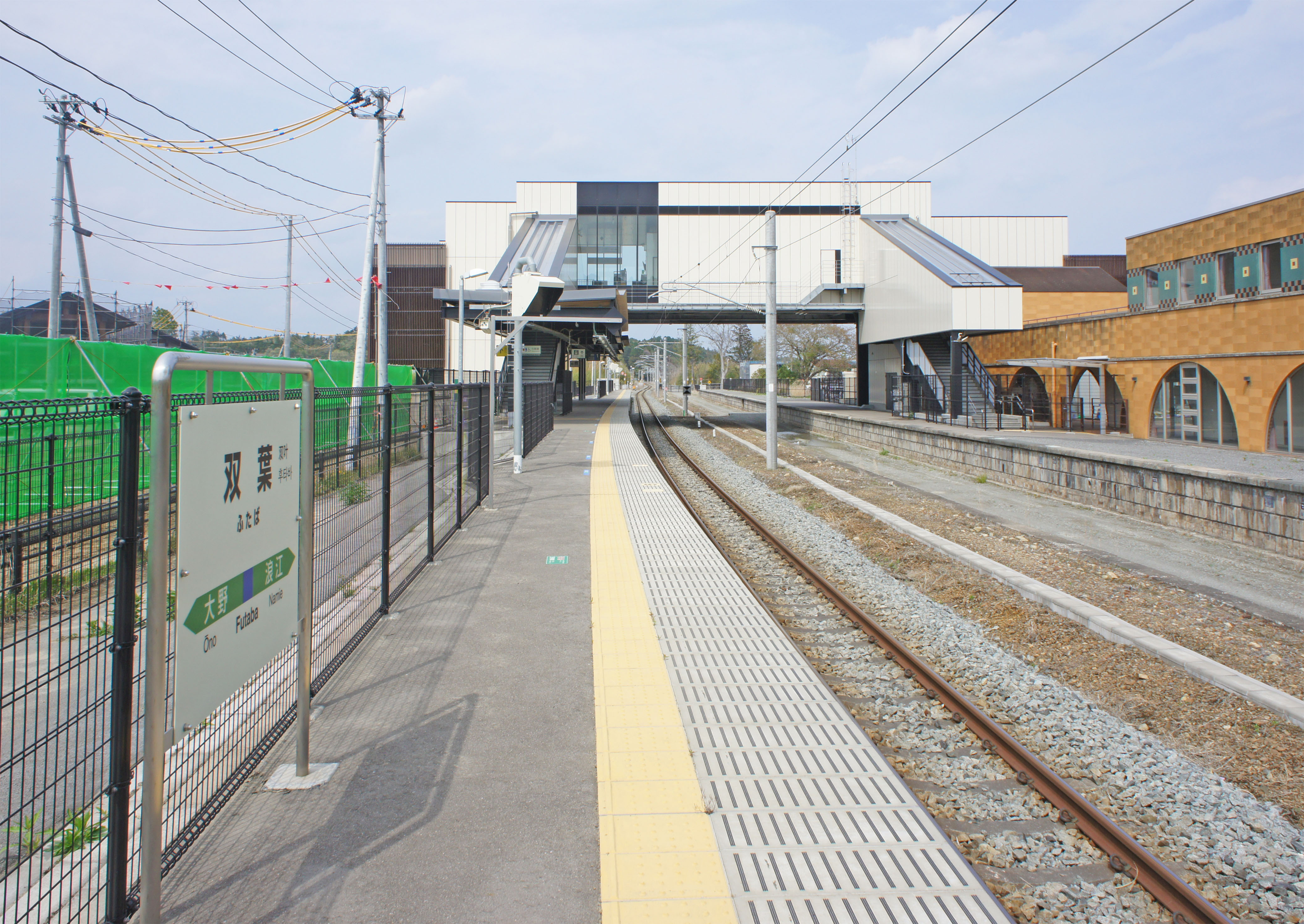
ホーム（2022年4月）

## 利用状況
JR東日本によると、2000年度（平成12年度）- 2010年度（平成22年度）の1日平均乗車人員の推移は以下のとおりであった。 
なお、2011年（平成23年）3月11日 - 2020年（令和2年）3月13日までは前述のとおり営業休止となり、翌3月14日の営業再開以降は無人駅となったため、2011年度（平成23年度）以降の統計値は公表されていない。
| 乗車人員推移       | 乗車人員推移     | 乗車人員推移    |
| 年度               | 1日平均 乗車人員 | 出典            |
| ------------------ | ---------------- | --------------- |
| 2000年（平成12年） | 776              | [ 利用客数 1 ]  |
| 2001年（平成13年） | 772              | [ 利用客数 2 ]  |
| 2002年（平成14年） | 748              | [ 利用客数 3 ]  |
| 2003年（平成15年） | 718              | [ 利用客数 4 ]  |
| 2004年（平成16年） | 682              | [ 利用客数 5 ]  |
| 2005年（平成17年） | 626              | [ 利用客数 6 ]  |
| 2006年（平成18年） | 579              | [ 利用客数 7 ]  |
| 2007年（平成19年） | 569              | [ 利用客数 8 ]  |
| 2008年（平成20年） | 566              | [ 利用客数 9 ]  |
| 2009年（平成21年） | 547              | [ 利用客数 10 ] |
| 2010年（平成22年） | 542              | [ 利用客数 11 ] |

## 駅周辺
双葉町の中心部の北西の端にあり、役場や病院などを始めとする各種施設も全て1キロメートルほど南東側に進んだところにある。当駅周辺は福島第一原子力発電所事故に関連する帰還困難区域内の特定復興再生拠点区域であり、2022年（令和4年）春ごろを目途に避難指示解除と住民の帰還開始に向けた取組みが行われ、同年8月30日に避難指示が解除された。また、2020年（令和2年）3月4日には駅周辺部の先行解除が実施され、同年3月14日時点では駅・駅前・町コミュニティセンターのみ立入可能で、町東側の避難指示が解除された地域に通じる道路のみ通行可能であった。
- 双葉町役場
- 双葉警察署双葉駐在所
- 双葉町立双葉南小学校
- 双葉町立双葉北小学校
- 双葉町立双葉中学校
- 福島県立双葉高等学校
- 双葉郵便局
- 東日本大震災・原子力災害伝承館
- 双葉厚生病院
- 前田川
- 双葉海水浴場 - 徒歩30分ほど
- 双葉町図書館
- セリア生活良品双葉店
- 福島県道254号長塚請戸浪江線
- 福島県道256号井手長塚線
- 国道6号（陸前浜街道）
- 国道288号
- 原子力明るい未来のエネルギー - 2015年（平成27年）に撤去

## バス路線
「双葉駅前」停留所にて、以下の路線バスが発着する。
- 新常磐交通[10]
  - 富岡駅
  - 大野駅・浪江駅・福島水素エネルギー研究フィールド線 (FH2R)
- 東北アクセス（双葉町シャトルバス）[11]
  - 伝承館・産業交流センター

## 隣の駅
東日本旅客鉄道（JR東日本）
■常磐線
- 特急「ひたち」停車駅

■普通
大野駅 - 双葉駅  - 浪江駅

### 記事本文